# 三磷酸尿苷
三磷酸尿苷（英語：uridine triphosphate, UTP）是一種嘧啶核苷酸，由鹼基、尿嘧啶與核糖組成，另外還接有一個三磷酸於5'位置。UTP主要是作為RNA合成（轉錄）時的原料。

## 在代谢中的作用
UTP可用作能量來源，功能類似ATP，但較ATP少見。
- 在半乳糖的降解代谢中，UTP與葡萄糖-1-磷酸形成UDP-葡萄糖，進而使得半乳糖-1-磷酸轉變成為UDP-半乳糖，经过差向异构化又形成UDP-葡萄糖。
- 在乳糖的合成代谢中，半乳糖-1-磷酸可与UTP形成UDP-半乳糖，进而与葡萄糖连接为乳糖。
- 在糖原的合成代谢中，UTP與葡萄糖-1-磷酸形成UDP-葡萄糖，后者在糖原合酶的作用下延伸糖原。